# Daniela Holtz
Daniela Holtz (Bad Cannstatt, Stuttgart, Alemania, 1 de enero de 1977) es una actriz y profesora de actuación alemana, conocida por haber interpretado en 2016 a la baronesa Louise Lehzen, consejera y dama de compañía de la reina Victoria del Reino Unido, en la serie de época Victoria.

## Vida y carrera
Daniela Holtz nació en el distrito alemán de Bad Cannstatt de Stuttgart y creció en Argelia, Bremen y Baviera, entre otros lugares. Tras graduarse de la escuela secundaria, trabajó como periodista. Estudió interopretación entre 1999 y 2003 en la Universidad de Ciencias Aplicadas Ernst-Busch en Berlín, donde ejerce como profesora. Completó su formación como guionista en la Escuela Superior de Bellas Artes de Hamburgo y desde el 2017 es profesora de trabajo práctico de teatro en la Universidad de las Artes de Folkwang. 
Antes de concluir su formación, ya participó en obras teatrales en Leipzig y Berlín, lo que le prmitió trabajar con los directores Maren Ade y Marcus H. Rosenmüller; en televisión apareció en varias series, entre ellas Stolberg, Großstadtrevier, SOKO Wismar, Colonia Brigada Criminal, Tatort. 
En el 2016, aparecía en la televisión británica, en la serie Victoria como la baronesa Lehzen, dama de compañía de la monarca británica, Victoria, interpretada por Jenna Coleman.

## Filmografía parcial
- 2003: The Forest for the Trees [Der Wald vor lauter Bäumen] (Director: Maren Ade)[3]
- 2008: Der Verdacht (short film; Director: Felix Hassenfratz)
- 2008: Tatort – Der Kormorankrieg
- 2009: Schwester Ines (Kurzfilm; Director: Christiane Lilge)
- 2009: Die Entbehrlichen (Director: Andreas Arnstedt)
- 2009: Tatort: Das Gespenst
- 2010: Folge mir (Director: Johannes Hammel)
- 2011: Unten Mitte Kinn (Director: Nicolas Wackerbarth)
- 2011: Marie Brand und die letzte Fahrt (TV; Director: Marcus Weiler)
- 2011: Sommer in Orange (Director: Marcus H. Rosenmüller)
- 2014: Tour de Force (Director: Christian Zübert)
- 2016: Victoria como Louise Lehzen

## Teatro
- 2003: Onkel Wanja (Schauspiel Leipzig; Director: Markus Dietz)
- 2003: Liebelei (Schauspiel Leipzig; Director: Enrico Lübbe)
- 2003: Sterne über Mansfeld (Schauspiel Leipzig; Director: Armin Petras)
- 2004: Ein Volksfeind (Schauspiel Leipzig; Director: Antoine Uitdehaag)
- 2005: Der Kaufmann von Venedig (Deutsches Theater Berlin; Director: Tina Manik)
- 2005: Clavigo (Deutsches Theater Berlin; Director: Martin Pfaff)
- 2006: Die Feuerrote Blume (Maxim-Gorki-Theater Berlin; Kerstin Lenkrad)
- 2006: Trauer muss Elektra tragen (Schaubühne Berlin; Director: Thomas Ostermeier)
- 2006: Augusta (Schaubühne Berlin; Director: Rafael Sanchez)
- 2007: Orestes (Schauspielhaus Hamburg; Director: Alexander Krebs)
- 2009: Dies ist kein Liebeslied (Theater unterm Dach, Berlin; Director: Wenke Hardt)